# برونو برنارد
برونو برنارد (بالإنجليزية: Bruno Bernard)‏ هو مصور موضة ومصور أمريكي، ولد في 2 فبراير 1912 في برلين في ألمانيا، وتوفي في 10 مارس 1987 في لوس أنجلوس في الولايات المتحدة.

## وصلات خارجية
- برونو برنارد على موقع IMDb (الإنجليزية)
- برونو برنارد على موقع ميوزك برينز (الإنجليزية)
- برونو برنارد على موقع ديسكوغز (الإنجليزية)